# Anmar Almubaraki
Anmar Almubaraki (Basra, 1 juli 1991) is een Iraaks-Nederlands voormalig voetballer die als aanvallende middenvelder speelt. Hij kwam onder andere uit voor Heracles Almelo, FC Emmen en Telstar.

## Carrière
Als tweejarige kwam Almubaraki met zijn ouders mee naar Nederland. Hij begon met voetbal in de jeugd van de Hulzense Boys. Op veertienjarige leeftijd kwam hij in de Voetbalacademie FC Twente terecht. Hij doorliep deze tot en met de A-junioren. In de zomer van 2010 tekende hij een contract bij Heracles Almelo. In februari 2011 maakte hij zijn debuut voor de club in de Eredivisie thuis tegen Roda JC Kerkrade. 
Anmar werd begin juni 2011 door de bondscoach van Irak opgeroepen om deel te nemen aan een trainingskamp. In totaal werden er negen spelers van Iraakse komaf opgeroepen, onder wie  Osama Rashid, die bij FC Den Bosch speelt. In het seizoen 2013/14 komt hij uit voor FC Emmen. In het seizoen 2014-2015 kwam hij uit voor telstar. Op 21 juli 2015 tekende hij een contract bij het Turkse Denizlispor dat uitkwam in de TFF 1. Lig. Hij verliet die club eind 2015 omdat hij geen salaris kreeg. Begin 2017 veroordeelde de FIFA Denizlispor tot betaling van het achterstallig loon van hem en een Braziliaanse oud-teamgenoot. In augustus 2016 sloot hij aan bij het Zweedse Syrianska FC waar zijn contract aan het einde van het jaar afliep. In april 2017 ging hij in Indonesië voor Persiba Balikpapan spelen. In februari 2018 ging Almubaraki in Thailand voor Army United spelen. In november 2018 verbond Almubaraki zich voor het seizoen 2019 aan de Maleisische club Kedah FA.

## Clubstatistieken
| Seizoen | Club               | Competitie          | Competitie | Competitie | Beker | Beker |
| Seizoen | Club               | Competitie          | Wed.       | Dlp.       | Wed.  | Dlp.  |
| ------- | ------------------ | ------------------- | ---------- | ---------- | ----- | ----- |
| 2010/11 | Heracles Almelo    | Eredivisie          | 3          | 0          | 0     | 0     |
| 2011/12 | Heracles Almelo    | Eredivisie          | 2          | 0          | 0     | 0     |
| 2012/13 | FC Emmen           | Eerste divisie      | 25         | 3          | 0     | 0     |
| 2013/14 | FC Emmen           | Eerste divisie      | 21         | 1          | 2     | 0     |
| 2014/15 | Telstar            | Eerste divisie      | 30         | 6          | 1     | 1     |
| 2015/16 | Denizlispor        | TFF 1. Lig          | 7          | 0          | 1     | 0     |
| 2015/16 | Syrianska FC       | Superettan          | 8          | 0          | 0     | 0     |
| 2017    | Persiba Balikpapan | Liga 1              | 29         | 8          | 0     | 0     |
| 2018    | Army United        | Thai League 1       | 4          | 1          | 1     | 0     |
| 2019    | Kedah              | Liga Super Malaysia | 0          | 0          | 0     | 0     |
| Totaal  | Totaal             | Totaal              | 129        | 19         | 5     | 1     |